# La principessa delle Canarie
La principessa delle Canarie (comercialitzada a Espanya com a Tirma) és una pel·lícula hispano - italiana de 1954, del gènere aventures, dirigida per Paolo Moffa i Carlos Serrano de Osma; protagonitzada per Silvana Pampanini, Marcello Mastroianni, Gustavo Rojo, José María Lado, Elvira Quintillá, José María Rodero i Félix de Pomés en els papers principals.
Basada en l'obra teatral del mateix nom de Juan del Río Ayala.

## Argument
Transcorre el segle xv. Comença en els poblats canaris la resistència contra les forces castellanes. Arriben a l'illa de Gran Canària tropes de refresc per a reforçar la guarnició ocupant, molt minvada a causa de la combativitat grancanària. No obstant això, les files indígenes es troben dividides. Guanarteme (Félix de Pomés), rei dels nadius, vol la pau, així com la seva filla la princesa Guayarmina (Silvana Pampanini). Un líder guerrer, Bentejuí (Gustavo Rojo), i el Gran Faycán, (José María Lado), summe sacerdot, prefereixen la guerra. Un dia, corrent Guayarmina pels boscos, és perseguida per Don Hernán (Marcello Mastroiani), oficial castellà, que queda enamorat d'ella i ignora la seva condició de princesa. Guanarteme mor enverinat pel Gran Faycán, el qual intenta casar a Bentejuí amb Guayarmina, a qui estima el jove guerrer aborigen. Arriba una ambaixada de pau a la princesa. És llavors quan Don Hernán sap qui és la seva estimada. Quan l'ambaixada parteix del campament grancanario, el Gran Faycan els tendeix una emboscada en la qual pereixen gairebé tots els castellans. Don Hernán arriba malferit al seu campament i el seu informe provoca la guerra. Poc després, Guayarmina i Bentejuí es casaran. Les tropes castellanes avancen. La lluita adquireix caràcters dramàtics. Bentejuí surt fugint amb Guayarmina i se sacrificaran al crit d'un terrible jurament. Creuant cingles i precipicis, arriben a la muntanya sagrada de Tirma. Però Don Hernán va darrere d'ells i aconsegueix evitar la caiguda de Guayarmina, qui, en veure a Bentejuí llançar-se amb el seu cavall des de la immensa altura, profereix el jurament guanxe.

## Repartiment
- Silvana Pampanini - Guayarmina
- Marcello Mastroianni - Don Diego
- Gustavo Rojo - Bentejuí
- José María Lado - Faycan
- Elvira Quintillá - Tasirga
- José María Rodero - Don Alvaro
- Félix de Pomés - Guanazteml
- Aníbal Vela

## Reestrena
Única en el seu gènere, una de les dues pel·lícules estrangeres de prestigi rodada a Gran Canària (L'altra va ser Moby Dick, de John Huston). En la seva època va ser una gran superproducció amb gran desplegament artístic i tècnic. Pel·lícula original que es creia desapareguda.
En 2011, es va estrenar la versió en color restaurada i remasteritzada amb la col·laboració del Govern de Canàries, Filmoteca Canària i Impulsorecords S.L.